# Buffalo MPV
Buffalo MPV (англ. MPV — Mine Protected Vehicle, транспорт с противоминной  защитой) — бронетранспортёр и боевая инженерная машина, разработанный в рамках программы создания бронеавтомобилей с повышенной защитой от мин и самодельных взрывных устройств (англ. Mine Resistant Ambush Protected, MRAP) на основе южноафриканского бронетранспортёра Casspir. Производится американской компанией Force Protection Inc. Используется войсками коалиции в Ираке и Афганистане.
Компоновочно представляет собой трёхосный полноприводной автомобиль повышенной проходимости с V-образным днищем — такая форма и, сообразно, размещение экипажа внутри, предназначена для уменьшения последствий подрыва на мине.
Благодаря ряду мер, в том числе V-образной форме днища, бронетранспортёр обладает повышенной защитой от поражающих факторов мин и самодельных взрывных устройств. Применяется для создания проходов и перевозки десанта на заминированных территориях. Оснащён подвижным 9-метровым манипулятором, предназначенным, в первую очередь, для дистанционного обезвреживания взрывных устройств.

## Модификации
- Бронетранспортёр существует в двух вариантах: 
Buffalo H 
Buffalo A2[2]

## На вооружении
- США — 200 экземпляров, по состоянию на 6 июня 2008 года[3]
- Канада — 5 экземпляров, по состоянию 2016 год [4]
- Италия — 6 экземпляров, по состоянию 2016 год [5]
- Франция — 4 экземпляра, по состоянию 2016 год [6]

## Культурное влияние
Дизайн модификации бронетранспортёра Buffalo H использован с минимальными изменениями в качестве формы одного из роботов-десептиконов, Костолома (англ. Bonecrusher), в кинофильме 2007 года «Трансформеры».

## Галерея

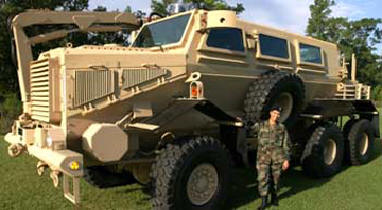
Боец рядом с бронетранспортёром Buffalo.
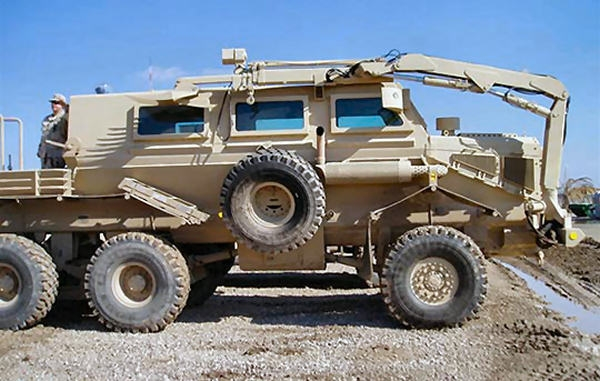
Вид справа, хорошо виден манипулятор машины.
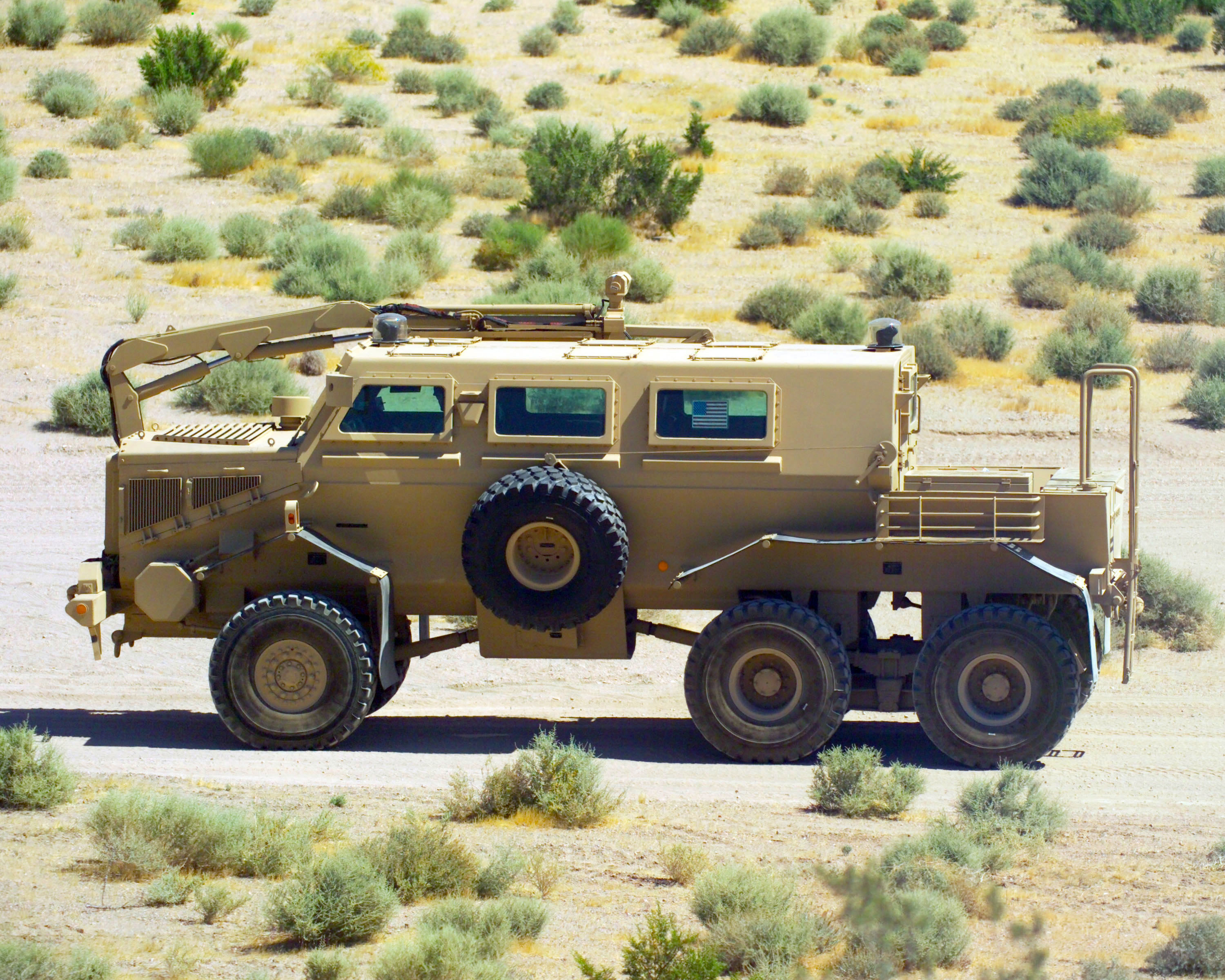
Вид слева.
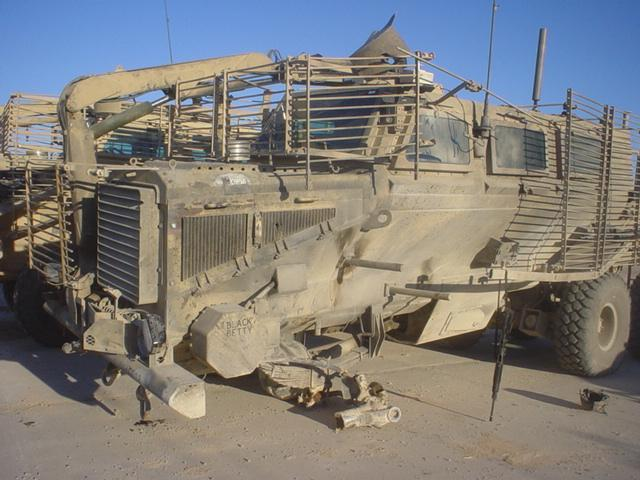
Buffalo, перенёсший взрыв самодельного взрывного устройства и лишившийся передней оси. Обитаемая часть повреждена не была.